# Blaster beam

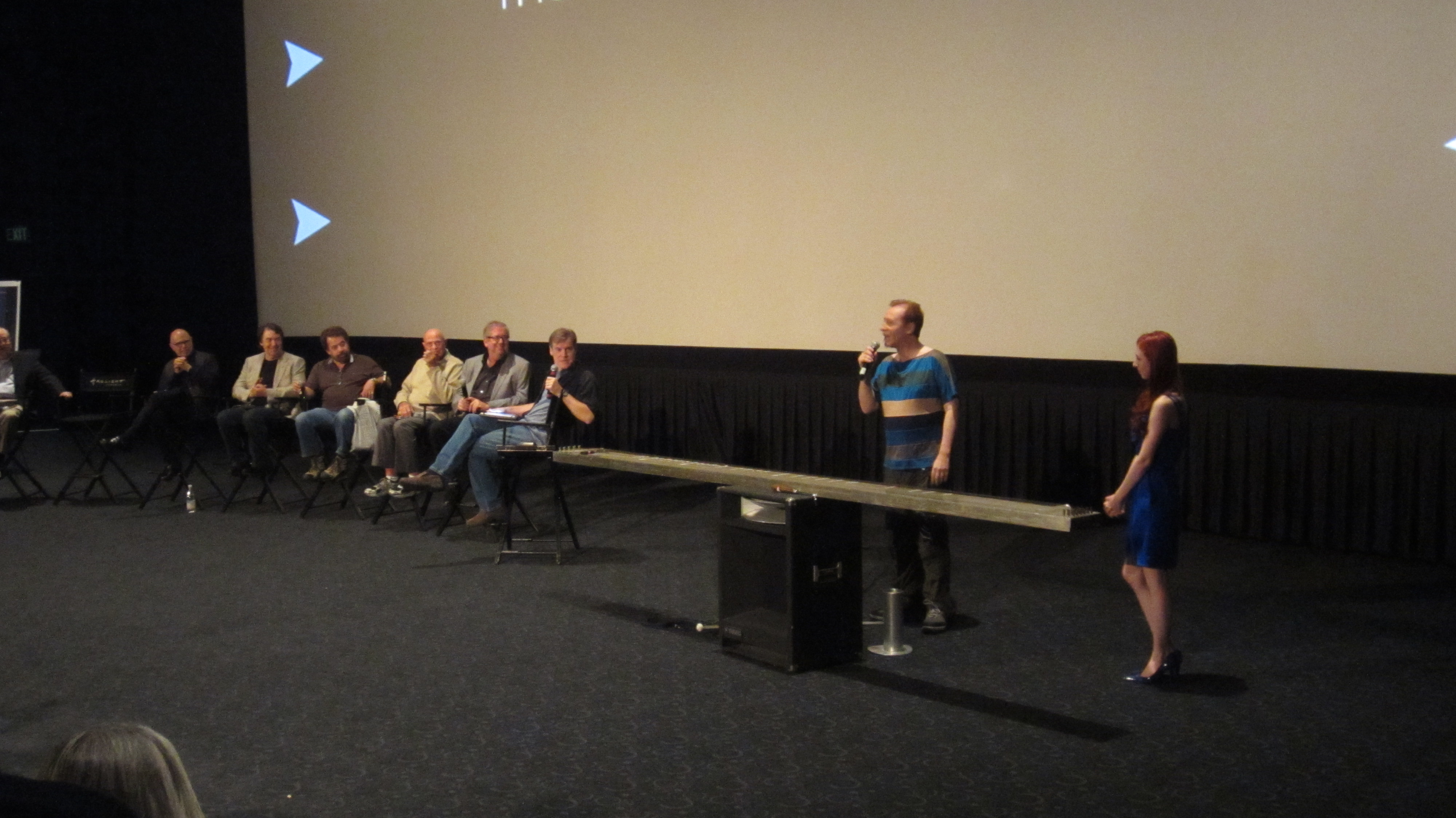
Craig Huxley hace una demostración del blaster beam durante una proyección de Star Trek: The Motion Picture, en homenaje a Jerry Goldsmith, en junio de 2012, en Los Ángeles, California.

El blaster beam, a veces llamado beam o the beam, es un instrumento musical electrónico experimental que consiste en una viga de metal de 5,5 m de longitud que enhebra numerosos cables tensos debajo en el que se montan pastillas de guitarra eléctrica que se pueden mover para alterar el sonido producido. El instrumento se toca golpeando o punteando las cuerdas con los dedos, palos, tubos o incluso con objetos grandes como viejos casquillos de artillería. El instrumento produce un tono de bajo muy distintivo, cuyo sonido a menudo se describe como "oscuro" o "siniestro".
El blaster beam  fue diseñado originalmente por John Lazelle a principios de la década de 1970 y que fue ampliamente utilizado por Francisco Lupica,  quien construyó varios de hierro. El actor infantil estadounidense convertido en músico, Craig Huxley, creó su propia versión refinada con una viga de aluminio que se hizo famosa en la banda sonora de Star Trek: The Motion Picture (1979) en la que el compositor Jerry Goldsmith utilizó el instrumento para crear la firma sonora de V'ger. A principios de ese mismo año, Huxley tocó su blaster beam personalizado sobre el puntaje de Robert Prince para el episodio "Spaced Out" de la tercera temporada Wonder Woman.
El instrumento también fue utilizado por el compositor James Horner para varias de sus primeras bandas sonoras, incluyendo Battle Beyond the Stars (1980) y Star Trek II: The Wrath of Khan (1982). Michael Stearns la uso para la partitura de la película IMAX Chronos y en la banda sonora de David Shire de 2010 (1984), que fue coescrita por Huxley. Huxley también tocó el instrumento en la versión de Quincy Jones de la canción "Ai No Corrida" de Chaz Jankel, además de otras producciones de Quincy Jones como "Beat It" de Michael Jackson. 
Huxley patentó su diseño del beam en 1984.
Desde finales de la década de 1970 y principios de la década de 1980, el instrumento se utilizó para crear sonidos oscuros no naturales en otras bandas sonoras de películas, incluidas las películas The Black Hole, Forbidden World y Meteoro, en la última de las cuales se utilizó durante los disparos a un gigantesco meteorito que se acercaba a la Tierra. 
Ha sido utilizado por artistas de la new age como Kitarō, Stearns y Huxley. El blaster beam también se utilizó para el sonido de carga sísmica utilizado por Jango Fett, en Star Wars: Episodio II - El ataque de los clones.
En 2016, el compositor Bear McCreary añadió el blaster beam en su partitura de 10 Cloverfield Lane y fue interpretado por el propio Craig Huxley.
En 2022, para la tercera temporada de la serie Star Trek: Picard, Huxley contribuyó en la banda sonora con su instrumento.